# NGC 4056
NGC 4056 é uma galáxia  localizada na direcção da constelação de Coma Berenices. Possui uma declinação de +20° 18' 47" e uma ascensão recta de 12 horas, 03 minutos e 57,8 segundos.
A galáxia NGC 4056 foi descoberta em 18 de Março de 1865 por Albert Marth.